# Dzieła Ambrożego z Mediolanu
Dzieła Ambrożego z Mediolanu, biskupa i doktora Kościoła

## Wydania krytyczne
- Patrologia Latina (PL) 14-17, seria pod red. J.-P. Migne, Paryż 1844-1855 r.
- Sancti Ambrosii Opera, w ramach Corpus Scriptorum Ecclesiasticorum Latinorum (CSEL) 32-82(3), Wiedeń od 1897 r.

- Corpus Christianorum, Series Latina (CCL), 14, wyd. M. Adriaen, Turnhout 1957.

## Komentarze egzegetyczne
- Exameron (lub Hexameron) - zbiór sześciu homilii wyjaśniających początek Księgi Rodzaju, sześć dni stworzenia, inspirowany dziełem św. Bazylego pod tym samym tytułem. Dzieło to pochodzi z 389 r. Wydał: C. Schenkl, CSEL 32/1,3-262  (1897 r.).
- De Paradiso, CSEL 32/1, wyd.  C. Schenkl /1896/.
- De Cain et Abel
- De Noe te Arca liber unus - napisany ok. 379, wyd. PL 14, 361-416
- De Abraham libri duo - PL 14, 419-500
- De Isaac et Anima - PL 14, 501-534
- De Bono Mortis - PL 14,534-568
- De Fuga Saeculi - PL 14, 567-596B. Tłumaczenie polskie: przeł. Władysław Wojciech Szołdrski CSsR, w: Wybór pism, oprac. Cyryl Andrzej Guryn i Emil Stanula CSsR, Warszawa 1971 ATK PSP 7, s. 89-128.
- De Jacob et Vita Beata
- De Joseph
- De Patriarchis
- De Helia e Jejunio
- De Nabuthae Historia
- De Tobia - CSEL 32/2,519-573 wyd. C. Schenkl, przekład polski: O Tobiaszu, w: Wybór pism. J. Jundziłł, ks. P. Libera, ks. K. Obrycki, R. Pankiewicz, ks. Władysław Wojciech Szołdrski (przekład), J. Jundziłł, ks. P. Libera, Ks. K. Obrycki, R. Pankiewicz (Wstęp i opracowanie), Warszawa: ATK 1986, s. 80-121, PSP 35 cz. 2. Tematem głównym tego traktatu jest ukazanie zła moralnego lichwy oraz przedstawienie zasad moralnych godziwego zarządzania pieniędzmi.
- De Interpellatione Job et David
- De Apologia Prophetae David - CSEL 32.
- Explanatio super Psalmos duodecim - komentarz do Psalmów 1; 35-40; 43; 47-48; 61
- Expositio in Psalmum CXVIII - CSEL 62, rozbudowany wykład Psalmu 118.
- Expositio Evangelii secundum Lucam - CCL 14, wyd. M. Adriaen, 1957 r. Są to homilie wygłoszone w Mediolanie w 377-378. Istniały w formie pisemnej już w 389, wspomina o nich w liście napisanym w tym roku Hieronim (List 121,6[22]).
- Expositio Esaiae Prophetae - zachowały się niewielkie fragmenty, wyd. P.A. Ballerini, CCL 14,403-408 /1957 r./

## Pisma dogmatyczne
- De Fide ad Gratianum
- De Spiritu Sancto - CSEL 79; wyd. O. Faller SJ, 1964 r.
- De Incarnationis Dominicae Sacramento - CSEL 79; wyd. O. Faller SJ, 1964 r.
- Expositio Fidei - autentyczność tego pisma jest sporna
- De Poenitentia (De Paenitentia) - CSEL 73, 117-206 (Sancti Ambrosii opera pars 7), wyd. O. Faller SJ, 1955 r.

## Pisma katechetyczne
Jest to zapis ustnych katechez wygłaszanych do katechumenów w ramach katechumenatu w latach ok. 388-391
- De Mysteriis (O tajemnicach) - CSEL 73, 89-116 (Sancti Ambrosii opera pars 7), wyd. O. Faller SJ, 1955 r.
- De Sacramentis (O sakramentach) - CSEL 73, 15-85 (Sancti Ambrosii opera pars 7), wyd. O. Faller, 1955 r.
- Explanatio Symboli ad Initiandos

Wszystkie trzy dzieła ukazały się w przekładzie polskim: Wyjaśnienie symbolu. O tajemnicach. O sakramentach. Ludwik Gładyszewski (przekład, wstęp i opracowanie). Kraków: WAM, 2004, seria: Źródła Myśli Teologicznej 31. Brak numerów stron w książce

## Pisma moralne i ascetyczne
- De officiis ministrorum
- De Virginibus. Ad Marcellinam Sororem suam (O dziewicach - do Marcelliny jego siostry), wyd. E. Cazzaniga, seria Corpus scriptorum latinorum Paravianum, Turyn 1948; PL 16, 187-232. Tłumaczenie polskie: O dziewicach, przeł. K. Obrycki, [w:] Wybór pism, J. Jundziłł, ks. P. Libera, ks. K. Obrycki, R. Pankiewicz, ks. Władysław Szołdrski (przekład), J. Jundziłł, ks. P. Libera, Ks. K. Obrycki, R. Pankiewicz (Wstęp i opracowanie), Warszawa: ATK 1986, s. 178-228, seria PSP 35.
- De Viduis, PL 16, 233-262.
- De Virginitate, wyd. E. Cazzaniga, Corpus scriptorum latinorum Paravianum, Turyn 1954; PL 16, 265-302.
- De Institutione Virginis et S. Mariae Virginitate Perpetua ad Euzebium (O formacji potrzebnej dziewicy i o wiecznym dziewictwie Najświętszej Maryi do Euzebiusza), PL 16, 306-334.
- Exhortatio Virginitatis, PL 16,336-364.

## Inne pisma
- De obitu Theodosii
- Listy, hymny, mowy pogrzebowe lub polemiczne i inne

## Przekłady polskie
Wybrane prace:
- Hexaemeron. Władysław Szołdrski CSsR (przekład), Andrzej Mateusz Bogucki OP (wstęp), ks. Wincenty Myszor (Opracowanie), Warszawa: ATK 1969, s. 247, seria PSP 4.

- Listy t. 1.  O. Polikarp Nowak OFM (Przekład i przypisy), Ks. Józef Naumowicz (Wstęp i opracowanie), Kraków:Wydawnictwo "M", 1997, s. 305, BOK 9.
- Listy (36-69), t. 2, przeł. Jan Polikarp Nowak OFM, Kraków: Wydawnictwo "M". 2003 ISBN 83-7221-985-0

- Mowy. J. Czuj (z łac. przetł., wstępami, koment.). Poznań: Jan Jachowski, 1959, s. 331.

- Obowiązki duchownych. Kazimierz Abgarowicz (przekład). Warszawa: PAX, 1967, s. 224.

- Tajemnica Wcielenia Pańskiego (De Incarnationis Dominicae Sacramento) w: Wybór pism dogmatycznych, Ludwik Gładyszewski, Szczepan Pieszczoch (Przekład i opracowanie), Księgarnia św. Wojciecha, Poznań-Warszawa-Lublin 1970, s. 103-138 Seria: Pisma Ojców Kościoła 26.

- Wybór pism. O pokucie. O ucieczce od świata. O dobrach przynoszonych przez śmierć. Władysław Szołdrski (przekład), Cyryl Andrzej Guryn OFMConv, Emil Stanula CSsR (wstęp i oprac.) Warszawa:ATK 1971, s. 194, seria PSP 7

- Wykład Ewangelii według św. Łukasza. Władysław Szołdrski (przekład), Andrzej Mateusz Bogucki OP (oprac. i wstęp), Warszawa: ATK 1977, s. 504, seria PSP 16.

- Wybór pism. O Nabocie, O Tobiaszu, O Izaaku lub o duszy, O dziewicach, J. Jundziłł, ks. P. Libera, ks. K. Obrycki, R. Pankiewicz, ks. Władysław Szołdrski (przekład), J. Jundziłł, ks. P. Libera, Ks. K. Obrycki, R. Pankiewicz (Wstęp i opracowanie), Warszawa: ATK 1986, s. 258, PSP 35. Poprzednie wydanie: Historia Nabota, Sandomierz 1985, s. 78.

- Wyjaśnienie symbolu. O tajemnicach. O sakramentach.  ks. Ludwik Gładyszewski (Przekład, wstęp i opracowanie), Kraków: WAM 2004, s. 111, Źródła Myśli Teologicznej 31.